# Rosa Colom Bernat
Rosa Maria Colom Bernat (Bunyola, 21 de gener de 1909 - Ginebra, 2 de juliol de 1987) fou una escriptora i política d'ERB vinculada amb les Illes Balears, França i Suïssa.

## Biografia
Filla d'Antoni Colom Creus i Maria Bernat Morey. Va néixer i es va criar a Bunyola; l'any 1929 es va casar amb el francès E. Pau Cabod Monard. D'idees progressistes, durant la República va formar part d'Esquerra Republicana Balear des d'on va reivindicar millores en la situació de les dones. A Bunyola va protagonitzar un dels mítings que se celebrà a començaments de 1936 favorable al Front Popular. El mateix any va participar en la celebració del Dia Internacional de la Dona Treballadora. Fou empresonada l'any 1937, però gràcies a la seva condició de ciutadana francesa, adquirida en haver-se casat amb Pau, fou alliberada i conduïda a un vaixell d'aquella nacionalitat que estava a la badia de Palma, i va desembarcar a Portvendres (França), on va viure l'ocupació nazi.
Després de la Segona Guerra Mundial va establir-se a Saint-Symphorien-sur-Coise (França), des d'on passà a Ginebra. Allà, Rosa va participar activament de les activitats culturals i literàries de l'entitat Casa Nostra, fundada el 1962 i que reunia els emigrants de parla catalana residents a Suïssa.
Narradora i poetessa va participar en diversos certàmens literaris. El 1975 li fou publicada la narració «Coses de ma terra»; però gairebé tota la seva obra resta inèdita.
Des de finals dels anys 60 tornà a Mallorca freqüentment on col·laborà en publicacions com «Cort».
Va morir a Ginebra el 2 de juliol de 1987.